# Punta di Santa Giusta (Costa Rei)
Punta di Santa Giusta (Costa Rei) este o arie protejată (arie specială de conservare — SAC, sit de importanță comunitară — SCI) din Italia întinsă pe o suprafață de 5,48 ha, integral pe uscat.

## Localizare
Centrul sitului Punta di Santa Giusta (Costa Rei) este situat la coordonatele 39°14′13″N 9°34′10″E / 39.236944°N 9.569444°E.

## Înființare
Situl Punta di Santa Giusta (Costa Rei) a fost declarat sit de importanță comunitară în iunie 1995 pentru a proteja 1 specie de plante și 2 specii de animale. Situl a fost protejat și ca arie specială de conservare în august 2019.

## Biodiversitate
Situată în ecoregiunea mediteraneană, aria protejată conține 8 habitate naturale: Vegetație anuală la limita mareei, Faleze cu vegetație de Limonium spp. endemic de pe coastele mediteraneene, Dune de pe litoral fixate cu Crucianellion maritimae, Dune cu vegetație ierboasă Brachypodietalia cu specii anuale, Dune mobile cu vegetație embrionară, Dune cu vegetație ierboasă Malcolmietalia, Dune mobile de-a lungul țărmului cu Ammophila arenaria („dune albe”), Dune de coastă cu Juniperus spp..
La baza desemnării sitului se află mai multe specii protejate:
- plante (1): Linaria flava
- păsări (1): erete de stuf (Circus aeruginosus)
- reptile (1): țestoasă bănățeană (Testudo hermanni)

Pe lângă speciile protejate, pe teritoriul sitului au mai fost identificate 5 specii de plante, 8 specii de păsări, 2 specii de amfibieni, 1 specie de mamifere, 1 specie de pești, 7 specii de reptile.